# Lethal Enforcers
Lethal Enforcers (リーサルエンフォーサーズ?) è un videogioco arcade di genere sparatutto del 1993 sviluppato da Konami. Convertito per Sega Mega Drive e Sega Mega CD, dello sparatutto su rotaia è stata realizzata una versione per Super Nintendo. Nella confezione delle conversioni per console era inclusa una pistola ottica denominata Konami Justifier. Insieme a Night Trap, Mortal Kombat e Wolfenstein 3D, Lethal Enforcers è considerato uno dei titoli che porteranno alla creazione del metodo di classificazione Entertainment Software Rating Board.
Del titolo è stato realizzato un sequel, Lethal Enforcers II: Gun Fighters, pubblicato dalla Konami nel 1994 e incluso nella raccolta per PlayStation che comprende entrambi i giochi della serie.

## Trama
Ambientato a Chicago, Illinois, Stati Uniti d'America, il giocatore prende il controllo di un poliziotto di nome Don Marshall, che riceve una telefonata dal dipartimento di polizia. Un'organizzazione criminale ha invaso la città ed è necessario il suo aiuto.

## Modalità di gioco

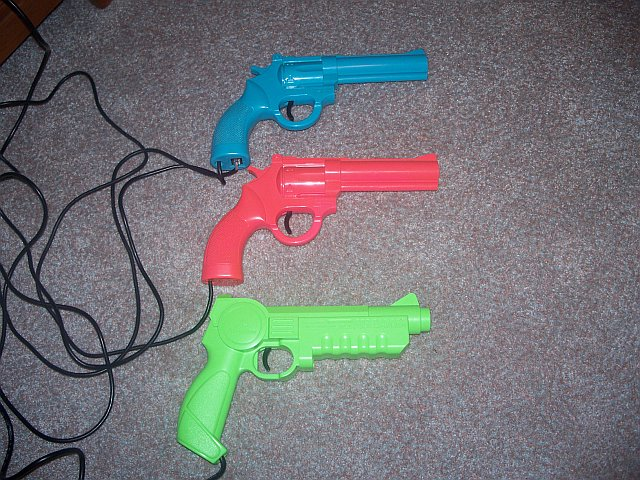
Konami Justifier

All'inizio il giocatore dispone di una revolver, ma può acquisire armi più potenti durante il corso del gioco: un Magnum, una pistola semiautomatica, un fucile o un fucile d'assalto.
La serie di missioni sono: "The Bank Robbery", "Chinatown Assault", "Hijacking", "The Drug Dealers" e "Chemical Plant Sabotage".